# Hornbek
Hornbek er en kommune i det nordlige Tyskland, beliggende i Amt Breitenfelde under Kreis Herzogtum Lauenburg. Kreis Herzogtum Lauenburg ligger i delstaten Slesvig-Holsten.

## Geografi
Hornbek ligger ca. 7 km syd for Mölln og grænser mod øst til Elbe-Lübeck-Kanal. Den øst-vest-gående motorvej A 24 har en tilkørsel i kommunen. Den historiske handelsrute Alte Salzstraße gik gennem Hornbek.